# Federico Salmón Amorín
Federico Salmón Amorín (Alacant, 27 d'agost de 1900 - Paracuellos de Jarama, 7 de novembre de 1936) fou un advocat de l'Estat, polític i periodista valencià.

## Biografia
Nascut al carrer Torrijos d'Alacant, va estudiar Dret a la Universitat de València. Va obtenir una plaça d'advocat de l'Estat en 1924, sent destinat a la ciutat de Múrcia, on va contreure matrimoni amb Concepción Jover Laborda. Durant la seua etapa estudiantil va ser cofundador de la Federació d'Estudiants Catòlics i ja durant la República va arribar a ser Secretari de la Confederació Espanyola de Dretes Autònomes (CEDA). Va ser també professor de Dret Públic an la Universitat de Múrcia, així com director del diari La Verdad de Múrcia. A Múrcia va ingressar en l'Associació Catòlica Nacional de Propagandistes.
En 1931 va ser destinat a Terol, demanant llavors l'excedència i mudant-se a Madrid, on va dirigir el CEU. Militant d'Acció Popular, el qual es va integrar posteriorment a la CEDA, a les eleccions de 1933 va ser elegit diputat per Múrcia. Va ser ministre de Treball, Sanitat i Previsió Social entre el 6 de maig i el 25 de setembre de 1935 en el govern que presidiria Alejandro Lerroux.
En el següent govern, presidit per Joaquín Chapaprieta ocuparia la cartera de ministre de Treball i Justícia entre el 25 de setembre i el 29 d'octubre de 1935. Finalment, entre el 29 d'octubre i el 14 de desembre de 1935 i novament sota la presidència de Chapaprieta ocuparia la cartera de ministre de Treball, Justícia i Sanitat. Durant el seu mandat es va aprovar la Llei de la Previsió contra l'Atur o "llei Salmón" (26 de juny de 1935), que perseguia lluitar contra l'atur obrer mitjançant la construcció d'habitatges barats per als treballadors, garantint avantatges fiscals als empresaris de la construcció. A l'esclatar la Guerra Civil espanyola es trobava a Madrid, on va ser detingut i internat en la Presó Model. Al començament de novembre de 1936 va ser tret de la presó Model i executat a Paracuellos del Jarama, juntament amb diversos centenars de presos, en l'episodi conegut com a les matances de Paracuellos.